# Live in Denver Summit
Live in Denver, Colorado at Summit Studio is de achtste in een reeks livealbums van de Britse groep King Crimson.

## Geschiedenis en bezetting
Een dag voordat zij optraden in Denver trad King Crimson op in de Summit Studio's aldaar voor een radio-opname. De geluidskwaliteit van deze cd is dus goed, al stamt die uit 1972. De musici:
- Robert Fripp- gitaar en mellotron
- Mel Collins – sax, fluit en mellotron
- Boz Burrell – basgitaar en eerste zangstem
- Ian Wallace – drums, zang

De muziek is te omschrijven als een kruising tussen symfonische rock, improvisatie en een jamsessie. Opvallend is de goede stem van Boz. De heren improviseren er lustig op los, alsof ze nog niet wisten dat King Crimson in deze samenstelling opgeheven zou worden.

## Composities
1. Pictures of a City
2. Cadence and cascade
3. Groon
4. 21st Century Schizoid Man
5. Improv: Summit going on
6. My Hobby
7. The Creator has a master plan including Improv: Summit & Something else

## Trivia
- De meeste teksten in de boekjes zijn geschreven door Robert Fripp; voor deze release schreef Ian Wallace het verhaal.
- De originele titel van Pictures of a City luidt Schizoid II; The Dwelling.
- The Creator is geen King Crimsoncompositie; hij is van Pharaoh Sanders en Leon Thomas; wel gearrangeerd door King Crimson.

Jaren 60: mei, juni 1969; Marquee Londen · 5 juli 1969; Hyde Park Londen · 21/22 november 1969; San Francisco
Jaren 70: 11 mei 1971; Plymouth · 10 augustus 1971; Marquee Londen · 16 oktober 1971; Brighton · 13 december 1971; Detroit · 26 februari 1972: Jacksonville · 27 februari 1972;Orlando · 12 maart 1972; Denver radio · 13 maart 1972; Denver live · 27 maart 1972; Boston · 13 oktober 1972; Frankfurt am Main · 17 oktober 1972; Bremen · 13 november 1972; Guildford · 15 november 1973; Zürich · 29 maart 1974; Heidelberg · 30 maart 1974; Mainz · 1 april 1974: Kassel · 24 juni 1974, Toronto· 1 juli 1974, New York
Jaren 80: 30 april 1981; Bath · 30 juli 1982; Philadelphia · 2 augustus 1982; New York · 13 augustus 1982; Berkeley · 25 augustus 1982; Cap D’Agde · 29 september 1982; München · 17-30 januari 1983; studiowerk · mei-november 1983
Jaren 90: VROOOM sessies;april/mei 1994; studio · 1 juli 1995; Wiltern · 20-25 november 1995; Broadway · 29 november 1995; Chicago · 26 augustus 1996; 2e maal Philadelphia · mei 1997; Nashville studio · 1-4 december 1997 (P1) · 4 juni 1998; Chicago (P2) · 1 juli 1998; Northampton (P2) · 1 november 1998; San Francisco (P4) · 25 maart 1999; Austin (P3)
Jaren vanaf 2000: 11 juni 2000; Warschau · 9/10 november 2001; Nashville live · 3 maart 2003: Alexandria (P3) · april 2003 · najaar 2003; Japan · 20 juni 2003; Milaan · 16 november 2003; New Haven ·  28 juni 2017; Chicago